# Cratere Benham
Benham è un cratere sulla superficie di Mathilde.